# پخش ویدئوی دیجیتال

لوگوی ویدیو دیجیتال

پخش ویدئویی دیجیتال (به انگلیسی: DVB) یا (به انگلیسی: Digital Video Broadcasting) پخش تصاویر دیجیتال توسط امواج را گویند که در انواع متعددی است که مشهورترین آن پخش توسط ماهواره است

## پخش ویدیوی دیجیتالی-زمینی
پخش ویدیوی دیجیتالی-زمینی یا DVB-T نوع دیگری از این سیستم است که در آن از کدک H۲۶۴ استفاده می‌گردد. پخش ویدیوی دیجیتالی-زمینی در روز ۲۸ اسفند ۱۳۸۶ توسط سازمان صدا و سیما در تهران راه اندازی شد.
پخش ویدیوی دیجیتالی-زمینی در روز ۱ آبان ۱۳۸۹ توسط سازمان صدا و سیما در قم راه اندازی شد.

## DVB-H
پخش تصاویر تلویزیونی بر روی تلفن همراه است تفاوت عمدهٔ این تکنولوژی با DVB-t در بسته‌ای کردن و ارسال یکبارهٔ چند دقیقه تصاویر است جهت استفاده کمتر از باتری تلفن همراه

## شبکه فارسی
- Saamen TV
- تلویزیون فارسی بی‌بی‌سی
- Didar Global TV
- SPACETOON
- Hod Hod TV Farsi
- IRIB TV1
- IRIB Quran
- IRIB Nasim
- فارسی۱
- IRIB TV2